# Galagoides
Galagoides es un género de primates de la familia Galagidae.

## Especies
Las especies pertenecientes al género Galagoides son:
- Galagoides demidovii
- Galagoides granti
- Galagoides cocos
- Galagoides nyasae
- Galagoides orinus
- Galagoides rondoensis
- Galagoides zanzibaricus
- Galagoides thomasi